# San Jacinto (Colombia)
San Jacinto è un comune della Colombia facente parte del dipartimento di Bolívar.
Il centro abitato venne fondato da Antonio De La Torre nel 1776, mentre l'istituzione del comune è del 1970.